# Laser Inc
Laser Inc – szwedzki zespół muzyczny tworzący elektroniczną muzykę taneczną.

## Dyskografia

### Albumy studyjne
| Rok  | Dane dot. albumu                                                                                    |
| ---- | --------------------------------------------------------------------------------------------------- |
| 2009 | Roger That! - Wydany: 9 lutego 2009 - Wytwórnia: Warner Music Sweden - Format: CD, digital download |

### Single
| Rok                            | Tytuł                      | Najwyższe pozycje na listach | Najwyższe pozycje na listach | Album       |
| Rok                            | Tytuł                      | SWE                          | FIN                          | Album       |
| ------------------------------ | -------------------------- | ---------------------------- | ---------------------------- | ----------- |
| 2007                           | „Det var en gång en fågel” | 6                            | 11                           | Roger That! |
| 2008                           | „När man var liten”        | –                            | –                            | Roger That! |
| „–” pozycja nie była notowana. |                            |                              |                              |             |

### Teledyski
| Rok | Tytuł                      |
| --- | -------------------------- |
| –   | „Det var en gång en fågel” |
| –   | „När man var liten”        |